# Браво де Саравия, Мельчор
Мельчор Браво де Саравия-и-Сотомайор (исп. Melchor Bravo de Saravia; 1512, Сория, Испания — 1577, Сория, Испания) — испанский конкистадор, временный вице-король Перу (1552—1556), губернатор Чили (1567—1575).

## Ранняя карьера
В 1538 году Мельчор Браво де Саравия окончил колледж в Болонье, после чего поступил на королевскую службу в должности судьи в Неаполе. В 1547 году он был назначен в аудиенцию Гранады, а в 1549 отправился в Америку в аудиенцию Новой Гранады. Позднее был отправлен в аудиенцию Лимы. В Лиме он получил должность президента аудиенции, и как президент аудиенции временно исполнял обязанности вице-короля Перу с июля 1552 года по 1556.
Это был сложный период в становлении колонии и передела сфер влияния в ней, многие конкистадоры, недовольные своей долей, не подчинялись официальной власти и поднимали восстания. В этот сложный момент Браво де Саравия проявил себя с положительной для короны стороны и внёс большой вклад в подавление восстаний.
В 1556 году в колонию прибыл новый вице-король Андрес Уртадо де Мендоса, который сменил Браво де Саравия на этом посту. В 1565 году вышел королевский указ об образовании в Консепсьоне королевской аудиенции Чили. Задачей аудиенции стало ускорение колонизации региона и победа в затянувшейся войне с мапуче. Помимо судебных функций, аудиенция традиционно выполняла и правительственные функции.
Аудиенция была организована в августе 1567 года, а в сентябре того же года испанский король назначил на должность губернатора Чили Браво де Саравия. Новый губернатор прибыл из Лимы в 1568 году и прослужил на этой должности до 1575 года.
Война с мапуче была для испанцев во главе с губернатором не так успешна, как они ожидали. В январе 1569 года испанцы потерпели поражение в крупном сражении при Катурай. В ответ на это поражение губернатор мог лишь увеличить поставки для осаждённых постов и организовать эвакуацию из Арауко и Каньете. Он также запросил помощь из Испании, а также попросил освободить его от занимаемой должности.

## Стихийные бедствия
В феврале 1570 года в Консепсьоне произошло землетрясение, за которым последовало сильнейшее цунами, обрушившееся на чилийский берег. Эти бедствия привели к огромным разрушениям, из-за задержки волны цунами население успело переместиться на возвышенности, таким образом избежав человеческих жертв.
В середине 1570 года в Лиму прибыло запрошенное подкрепление из Испании, а следующей весной Браво де Саравия возобновил активные боевые действия с мапуче. Но удача вновь не сопутствовала испанцам, капитан Грегорио де Онья потерпел поражение в форте Пурен. Губернатор послал подкрепление из 160 испанцев во главе со своим сыном Рамиро. Но вновь испанцы были застаны врасплох и потерпели поражение, после чего губернатор передал военное командование под руководство Лоренсо Берналь дель Меркадо, оставив за собой лишь гражданские функции.
В 1571 году была образована епархия в городе Ла Империал. Первым архиепископом стал францисканец Антонио де Сан-Мигель. Архиепископ пользовался в колонии огромным влиянием, он был против привлечения индейцев к принудительным работам и системы энкомьенда. Также он выступал против войны с мапуче, обвиняя её во всех бедах испанцев в колонии. Его влияние оказалось таким, что в 1572 году испанский король Филипп II заменил принудительные работы на денежный налог.
Примерно в это время в Сантьяго началось строительство церкви Сан-Франсиско.

## Критика
Во время своего правления в Чили Браво де Саравия подвергался жёсткой критике со стороны других испанских функционеров в колонии касаемо его военного таланта и способности управления колонией. В 1567 году епископ Сан-Мигель описал Чили как «потерянную землю» и сообщил королю о том, что губернатор передал энкомьенду Франсиско де Вильягра своему сыну, а не законному наследнику вдове Вильягра. Хуан Лопес де Поррес обвинял губернатора в коррупции. В октябре 1569 года Антонио де Карвахаль жаловался Филипу II по поводу действий губернатора, обвиняя его в том, что он не прислушивается к мнению конкистадоров и знати и из-за его неправильного руководства испанцы терпят поражения в войне с мапуче. Антонио де Карвахаль просил короля назначить новым губернатором Гарсия Уртадо де Мендоса. Разбитый критикой, губернатор сделал попытку оправдаться перед королём, обвиняя в заговоре аудиенцию и также вновь попросил об отставке, которую на этот раз король утвердил. Вскоре вместо Браво-и-Санабрия был назначен Родриго де Кирога.
Мельчор Браво-и-Санабрия вернулся в Испанию в 1575 году и скончался спустя два года в своём родном городе, похоронен был в главной церкви Сории.